# 533
Раннє Середньовіччя. У Східній Римській імперії триває правління Юстиніана I. Наймогутнішими державами в Європі є Остготське королівство на Апеннінському півострові та Франкське королівство, розділене на частини між синами Хлодвіга. У Західній Галлії встановилося Бургундське королівство.
Іберію та частину Галлії займає Вестготське королівство, у Тисо-Дунайській низовині лежить Королівство гепідів. В Англії розпочався період гептархії. Африканське королівство вандалів та аланів знищене у Вандальській війні.
У Китаї період Північних та Південних династій. На півдні править династія Лян, на півночі — Північна Вей. В Індії правління імперії Гуптів. У Японії триває період Ямато. У Персії править династія Сассанідів.
На території лісостепової України в VI столітті виділяють пеньківську й празьку археологічні культури. VI століття стало початком швидкого розселення слов'ян. У Північному Причорномор'ї співіснують різні кочові племена, зокрема гуни, сармати, булгари, алани.

## Події
- Розпочалася Вандальська війна, що закінчилася ліквідацією Африканського королівства вандалів та аланів Візантійською імперією.
  - Весною вибухнуло повстання проти вандалів у Триполітанії та Сардинії. Король Гелімер відправив значні сили на Сардинію для його придушення. Тим часом візантійські сили захопили Триполі та Лептіс Великий.
  - На військовій раді в Константинополі імператор Юстиніан I вирішив розпочати широкомасштабну кампанію проти вандалів, хоча його відраджували, наводячи аргументи про довгі лінії постачання та великі кошти. Похід очолив Велізарій.
  - Проміжним пунктом для флоту стала Сицилія, де візантійцям допомогли з постачанням остготи.
  - 9 вересня візантійці висадилися на території сучасного Тунісу й розпочали марш на Карфаген.
  - 13 серпня король вандалів Гелімер зробив спробу вчинити візантійцям засідку, але через погану координацію атаку відбили. Велізарій увійшов у Карфаген і наказав військам не вбивати й не брати в рабство його мешканців.
  - 13 вересня битва при Децимі.
  - 15 грудня 50-тисячне військо Гелімера здійснило напад на Карфаген. Велізарій вийшов із міста на чолі 5 тис. вершників і розбив вандалів одним потужним ударом попри несприятливе чисельне співвідношення. Гелімер утік в гори до берберів.
- Помер король Австразії Теодоріх I, і його трон посів Теодеберт I.
- 56-м Папою Римським став Іван II.

## Померли
- Хільдерік, король вандалів та аланів.